# Марш живых

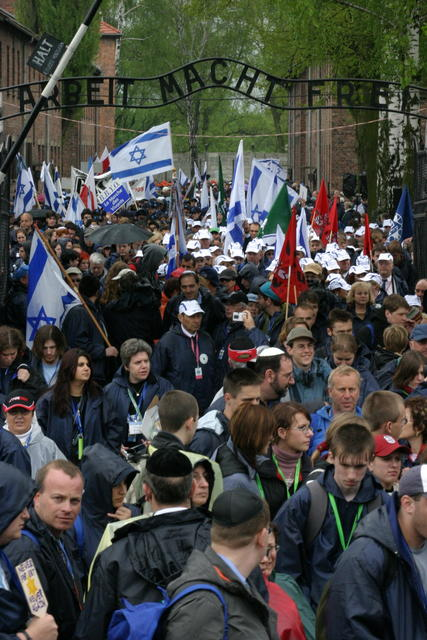
Марш живых, Освенцим, 2005 г.

Ма́рш живы́х (пол. Marsz Żywych) — образовательный проект, ориентированный в первую очередь на молодежь. Он был организован с 1988 года Министерством образования Израиля на территории концентрационного лагеря Освенцим. С 1996 года «Марш живых» проводится каждый год. Это происходит в Международный день памяти жертв Холокоста.
Участие в «Марше живых» — это способ почтить память людей, погибших в нацистской Германии во время Второй мировой войны, а также — это манифестация, которая стремится сохранить в памяти важные общечеловеческие ценности, такие как достоинство, равенство, терпимость к другим и право каждого человека жить в мире.
«Марш живых» — это событие, которое является данью памяти жертвам Холокоста. Первая подобная инициатива произошла через 75 лет после начала массовой депортации европейских евреев в лагерь смерти Освенцим. Подавляющее большинство этих людей погибают в газовых камерах сразу после их прибытия. Большинство жертв — граждане Венгрии и Второй Речи Посполитой.
Марш заканчивается церемонией у Мемориала жертвам лагеря, установленном между руинами двух наиболее крупных газовых камер и крематориями.
Проект создан при участии международной организации March of the Living. Под эгидой этой организации молодые люди из разных стран, в основном студенты и школьники, посещают концентрационные лагеря, созданные Германией на оккупированных польских землях. Важным элементом церемонии являются встречи сверстников и польских Праведников мира. Кульминацией проекта является марш между лагерями в Международный день памяти жертв Холокоста. Первый подобный марш состоялся в 1988 году.
В 2020 году в связи с эпидемией коронавируса марш был отменён, по другим данным — перенесён.